# منفذ الوديعة (حضرموت)
منفذ الوديعة البري أحد المنافذ الحدودية اليمنية مع السعودية ويقع في مديرية زمخ ومنوخ محافظة حضرموت بلغت الإيرادات الجمركية بميناء الوديعة البري في محافظة حضرموت خلال الفترة من الأول حتى الحادي والثلاثين من شهر يوليو من العام 2012 مليار و176 مليون و834 ألف و219 ريال مقارنة بإيرادات النصف الأول كاملا من العام الحالي التي بلغت مليارين و660 مليون و477 ألف ريال.

## ترسيم الحدود 2000
في 12 يونيو (حزيران) 2000م عقدت اتفاقية معاهدة جدة (2000) تنازلت فيها المملكة العربية السعودية عن الشريط الحدودي داخل الأراضي السعودية بعمق 5-50 كم للجمهورية اليمنية، ضمت منطقة منفذ الوديعة في نجران ومنطقة الشريط الحدودي كلها إلى اليمن.

## الحرب الأهلية 2015 - 2016
في يونيو 2015 سيطرت القوات الموالية للرئيس هادي منصور على منفذ الوديعة.